# Na'vi
I Na'vi sono una specie aliena immaginaria protagonista dell'universo di Avatar. La specie ha sembianze umanoidi e vive sul satellite immaginario di Pandora.

## Caratteristiche fisiche
I Na'vi (nome scientifico: Homo pandorus) sono alti da 2,7 a oltre 3 metri e, a differenza del resto della fauna di Pandora, hanno solo quattro arti, due braccia e due gambe, e due occhi. Hanno inoltre un volto dai lineamenti e dalle espressioni simili agli umani ma tuttavia possiedono una coda che serve per mantenere l'equilibrio (nel clan dei Metkayina la coda viene utilizzata per facilitare il movimento all'interno dell'acqua). Le loro ossa sono rivestite con una fibra di carbonio che le rende molto resistenti, sono molto più forti di un umano e hanno rispetto agli umani quattro dita per mano e piede. La loro pelle è a strisce di due tonalità di blu, diverse da clan a clan, e possiedono orecchie mobili e a punta, occhi gialli e in proporzione più grandi, naso e denti più simili ai felini e il loro bacino è in proporzione più stretto.
Come gran parte della fauna di Pandora, i Na'vi possiedono una "coda neurale" che proteggono intrecciandoci attorno i propri capelli. Essa possiede nella parte finale delle terminazioni nervose esterne, i cosiddetti "tendrilli", con cui i Na'vi possono intessere una connessione a livello biochimico con le piante e gli animali di Pandora, dotati tutti di una coppia di simili appendici, da loro chiamato tsaheylu (trad.: "legame"): durante questo legame, alcune parti del loro corpo lungo il sistema circolatorio o nervoso si illuminano, similmente a come avviene per le altre creature di Pandora, creando un motivo unico e diverso da individuo a individuo che permette ai Na'vi di riconoscersi l'un l'altro di notte fino a venti metri. Per via dell'importanza dello tsaheylu nella cultura (e nella biologia) Na'vi, la coda neurale è da essi considerata il loro organo più importante. Tuttavia anche se sembra che solo le creature maggiormente evolute di Pandora possiedano questa struttura altamente specializzata, è però logico supporre che ogni singola forma di vita, di qualunque stadio evolutivo, compresi i batteri, siano in grado di formare un sorta di tsaheylu semplice e primitivo.

## Lingua parlata
I Na'vi parlano il "na'vi", il nome con cui i Na'vi chiamano se stessi e con cui gli umani si riferiscono sia alla popolazione che alla lingua. È un linguaggio esclusivamente parlato, poiché i Na'vi non conoscono la scrittura e le loro tradizioni sono tramandate in forma orale, pertanto la sua trascrizione in alfabeto latino è a carico degli umani. Letteralmente la parola Na'vi significa "Popolo", non avrebbe infatti avuto senso per i Na'vi, unica razza senziente su Pandora, creare una parola appositamente per denotare l'unica popolazione sul satellite: diverso discorso è stato fatto per gli umani o Tawtute (trad.: "Gente del Cielo") e gli avatar o Unil-tìran-tokx (trad.: "Corpi che camminano nei sogni").
Poiché la maggior parte dei Na'vi ha appreso la lingua umana alla scuola della dottoressa Grace Augustine e dialoga con gli umani in questa lingua piuttosto che in Na'vi, la maggior parte degli umani su Pandora non ha mai appreso il Na'vi: ciò ha fatto sì che non ci siano influenze umane significative nella lingua Na'vi. A tal riguardo si fa tuttavia presente che la parola Na'vi per "bugia" è stata inventata dagli umani poiché i Na'vi non ne avevano una.
Si noti che la traduzione tipica del saluto Na'vi Oel ngati kameie, solitamente tradotto in "Io ti vedo", è essenzialmente sbagliata: la lingua Na'vi ha infatti due verbi, tse'a e kame, entrambi resi in italiano con la parola "vedere", tuttavia il primo è usato per la visione sensoriale mentre il secondo ha un significato più spirituale, che Norm cerca di far capire a Jake ritraducendolo con un più appropriato "io vedo dentro di te".

## Cultura, società e religione
I Na'vi sono strutturati in clan indipendenti che cooperano in tempi di necessità. All'interno dei clan si notano alcune figure importanti, per gli Omaticaya l'Olo'eyktan, il capotribù, e la Tsahik, l'interprete del volere di Eywa, ma la loro società è di tipo egualitario. La maggiore importanza di un membro della tribù è dovuto solo alla sua abilità come cacciatore o guerriero, spesso evidenziata da particolari ornamenti come collane e bracciali ognuno dotato di un suo significato (in una scena tagliata, Tsu'Tey morente passa il titolo di Olo'eyktan a Jake assieme ad una collana) indossati sopra a pochi e poco estesi vesti ottenuti intrecciando fibre ricavate dalla flora di Pandora: tale usanza è implicitamente svelata nel film dal numero e dal tipo di ornamenti che Jake indossa mano a mano che approfondisce il suo addestramento con Neytiri e quindi sale di grado fra gli Omaticaya.
Durante il giorno i Na'vi trascorrono gran parte del loro tempo a stretto contatto con i membri del loro stesso gruppo familiare e del loro clan, dedicandosi alle attività artigianali tipiche del loro clan (ad esempio la tessitura per gli Omaticaya) oppure alla caccia. Al calare della notte i Na'vi si radunano per mangiare, chiacchierare e tramandare ai bambini le tradizioni del loro Popolo attorno ai mreki u'lito, i grandi focolari su cui preparano il cibo e che secondo le tradizioni del clan sono stati fatti bruciare almeno come braci per generazioni. Anche se ciò non corrisponde esattamente a realtà, i falò sono sempre tenuti pronti per le carni degli animali uccisi durante la caccia: lasciare che il fuoco si tramuti in cenere sarebbe considerato per i Na'vi un insulto sia per l'animale che ha dato la sua vita per il bene del clan che per il cacciatore che ha messo la sua abilità al servizio della comunità. Sempre al calare della notte i Na'vi dormono su delle grandi amache familiari che chiamano Eywa k'sey nivi'bri'sta, ossia alla lettera "Eywa culla tutti", costruite e decorate con amorevole cura e grande abilità nell'arco di interi mesi ma capaci di durare per venti anni: il fatto che due Na'vi (nel film Jake e Neytiri) dormano in amache più piccole da soli o con il proprio compagno è solitamente un'eccezione dalla breve durata. Anche gli altri aspetti della vita quotidiana e sociale dei Na'vi sono vissuti assieme ai propri compagni, e ad essi è associata una forte componente rituale che non ha a che fare tanto con quanto gli umani dell'RDA chiamano superstizioni, quanto piuttosto alla convinzione Na'vi che i rituali aiutino a rafforzare i legami fra i membri del clan: ad esempio il p'ah s'ivil chey, la borsa in cui sono contenuti gli effetti personali di un Na'vi, non è mai fatto dal Na'vi stesso ma deve essergli donato da un amico o da un membro della famiglia, come segno dell'affetto filiale e familiare.
Fondamentale per i Na'vi è il loro profondissimo legame con il resto della biosfera di Pandora: i Na'vi non si sono elevati ad un livello superiore rispetto alla natura, come hanno fatto gli umani, ma hanno fatto del loro esserne parte il fulcro della loro cultura. Grazie al gran numero di risorse naturali di Pandora, i Na'vi hanno sviluppato con il trascorrere dei millenni un profondo rapporto con la natura del loro mondo, che fornisce loro tutto ciò di cui hanno bisogno, e che è divenuta una parte essenziale della loro cultura e società, per alcuni aspetti indistinguibile da queste: per Jake divenire Omaticaya è significato imparare non solo a vivere nella foresta, ma anche a sentirla dentro di sé e divenire parte di essa. Mentre tuttavia Jake ha potuto contare sulle lezioni di Neytiri, i piccoli Na'vi apprendono le lezioni sul mondo di Pandora anche e soprattutto grazie alle numerose canzoni che parlano delle capacità indispensabili ai Na'vi o delle creature di Pandora.
Un altro elemento cardine della cultura Na'vi è lo tsaheylu, che significa "legame". Biologicamente lo tsaheylu permette al Na'vi (o all'Avatar) che si lega ad un'altra creatura di Pandora di sentirne il corpo come fosse il proprio, e dunque di poter comandare un pa'li o un ikran col pensiero oltre che con la mente, ma nella cultura dei Na'vi lo tsaheylu è il loro legame primo e principale con Eywa, la Grande Madre fatta di tutte le cose viventi. È tramite lo tsaheylu che i Na'vi possono legarsi a Utraya Mokri e Vitraya Ramunong per sentire le voci dei Na'vi morti, che possono legarsi ad un ikran e fra gli Omaticaya divenire cacciatori. Lo tsaheylu è anche alla base della famiglia Na'vi, poiché l'unione fra due Na'vi che sono stati riconosciuti dal clan come adulti e hanno dunque acquistato il privilegio di scegliere un compagno è riconosciuta solo se questi si legano tramite lo tsaheylu, che fra Na'vi è sia spirituale sia erotico, e tale tsaheylu dura per tutta la notte in cui i due compagni si addormentano per volere di Eywa fino al risveglio: da quel momento in poi i due sono uniti per la vita. Si può dunque dire che la ragione per cui i Na'vi sono monogami è biologica, non sociale.
Lo tsaheylu ha un ruolo molto importante nell'iknimaya, alla lettera "il cammino verso il paradiso", ossia il rito di passaggio all'età adulta più diffuso fra i numerosi clan Na'vi che vivono nelle foreste. Durante l'iknimaya infatti i Na'vi che hanno raggiunto una certa età devono scalare l'omonimo passo "aereo" fra i Monti Alleluia fino ai nidi delle ikran sul Monte Veritas, dove dovrà scegliere ed essere scelto da un ikran, per poi unirsi a lui mediante lo tsaheylu. La cosa non è affatto facile, poiché il Na'vi capisce di essere stato scelto da un ikran quando questi tenta di ucciderlo; per questo i Na'vi si allenano ad usare una particolare bola chiamata meresh'ti cau'pla (trad.: "nulla da vedere") fin da piccoli, in modo da poter contare al momento dell'iknimaya su anni e anni di pratica: nell'istante in cui l'ikran attacca, il Na'vi deve scartare di lato e roteare il meresh'ti cau'pla in modo che si avvolga attorno al muso e sugli occhi dell'ikran impedendogli di vedere (da qui il nome), dunque potrà approfittare del vantaggio per intessere lo tsaheylu e affrontare insieme al suo nuovo compagno il primo volo, essenziale per sviluppare il legame. Una volta divenuto ikran makto (cavalieri di ikran) e partecipato alla successiva cerimonia, l''Uniltarion (lett. "caccia in sogno"), il Na'vi è riconosciuto come un nuovo membro della tribù e di fatto è considerato rinato.
Infine, il più importante elemento della cultura dei Na'vi è l'entità da loro chiamata Eywa e che si rivela esistere realmente ed essere dotata di una sua coscienza. Eywa è per i Na'vi la Grande Madre, fatta di tutte le cose viventi: essa non prende le parti di nessuno, ma protegge l'equilibrio della vita. Richiami a Eywa si incontrano in ogni aspetto della vita quotidiana e sociale dei Na'vi, dalla preghiera con cui si ringrazia una preda uccisa e le si augura di riunirsi a Eywa allo tsaheylu, dalla tsahik (l'interprete del volere di Eywa) al fatto che i Na'vi seppelliscono i loro defunti assieme ad un atokirina, un seme dell'Albero delle Anime, affinché possano ritornare a Eywa. È convinzione dei Na'vi che Eywa provveda ad ogni loro bisogno agendo sulla fauna e sulla flora di Pandora inclusi gli stessi Na'vi, cosa che trova parziale riscontro nella straordinaria stabilità demografica dei Na'vi in interi millenni.

### Abitudini alimentari
Le fonti di cibo dei Na'vi sono la caccia e la raccolta, fra cui vi è un curioso equilibrio. Da una parte, la conoscenza assoluta che il Popolo ha della flora di Pandora fa sì che siano ben poche le piante non commestibili o comunque prive di qualsiasi utilità, pertanto non c'è sera che il clan non mangi numerose portate di verdure cucinate in molteplici modi diversi sui mreki u'lito, i grandi focolari su cui preparano il cibo: solitamente sono i frutti degli alberi, dal peso variabile fra i cinque e i nove chilogrammi e dal diametro massimo intorno ai sessanta centimetri, che i Na'vi tagliano sul posto e avvolgono in grandi foglie per trasportarla e conservarla, ma i Na'vi raccolgono e mangiano anche numerosi semi e foglie commestibili. Dall'altra i Na'vi non possono sopravvivere con una dieta unicamente vegetale a causa dell'assenza di proteine, introdotte tramite la caccia.  Allo stesso tempo, i Na'vi hanno per le creature viventi un rispetto senza limiti e non uccidono se non strettamente necessario. L'equilibrio che si viene così a creare è molto delicato e possibile solo grazie all'incredibile varietà e abbondanza della fauna e della flora di Pandora.
Le principali fonti di proteine dei Na'vi sono l'Hexapede o yerik, da cui i Na'vi ricavano anche gran parte della pelle e dei tendini con cui costruiscono i loro manufatti, lo Sturmbeest o talioang, un animale fluviale simile a un bufalo dal peso intorno alla tonnellata, e soprattutto il teylu: esso è lo stadio larvale di un insetto, simile a un verme lungo al massimo otto centimetri e responsabile delle cavità scavate negli alberi caduti sfruttate dai Na'vi per costruire strumenti musicali a percussione. Solitamente il teylu viene bollito, ma non è raro che i Na'vi ne facciano degli spiedini cotti direttamente sopra il fuoco assieme ad alcuni ortaggi.
Il pasto più importante dei Na'vi è la cena, poiché per gran parte del giorno i Na'vi sono occupati a procacciare il cibo per il clan o nelle attività di artigianato: essa dunque si tramuta in un'importante occasione sociale. La cena è cucinata sui già menzionati mreki u'lito, focolari preparati su terra umida e pressata per proteggere Kelutral dal calore del fuoco: questi sono costruiti scavando una fossa allungata di dimensioni variabili fra i tre e i cinque metri ricoperta sul fondo e ai bordi da sassi, su cui si dispone delle pietre più grandi che congiungano i lati corti e che serviranno da piano di cottura. I focolari sono alimentati da legna carbonizzata. È tradizione che in occasioni importanti vengano passati dei vassoi a foglia (sumin jiit'luy o ulu'tah inib'sey mulsi in na'vi) con delle coppe di una bevanda leggermente inebriante a tutti i partecipanti ad un rituale o ad una riunione, ma che nessuno prenda per sé direttamente dal vassoio e aspetti che sia il vicino a porgergli una coppa. Se sono invitati, i bambini si divertono spesso a seguire i portatori dei vassoi per offrirgli di persona la ciotola.
Quando sono lontani da casa, durante la caccia e la raccolta, o anche nell'Alberocasa, i Na'vi mangiano come spuntino i nikt'chey, ossia cibo confezionato con foglie e liane commestibili della grandezza di una mano Na'vi. Ogni clan ha i propri nikt'chey, che contengono carne, verdure, frutta, spezie e semi dell'ambiente circostante e sono combinati in modi diversi tipici del clan stesso.

### Canto e musica
Sebbene i Na'vi abbiano una ricca tradizione musicale, essi non hanno mai studiato, analizzato o codificato la loro stessa musica e si sono dimostrati riluttanti nel rispondere alle domande degli xenomusicologi, che hanno dovuto basare i loro studi sulla loro esperienza diretta senza alcun aiuto da parte dei Na'vi stessi. Tale riluttanza è dovuta al fatto che i Na'vi fondano la loro musica su quella stessa Eywa che gli studiosi umani non considerano nelle loro analisi teoretiche. Per il Popolo non è infatti il "compositore" a creare il canto, bensì il canto ad arrivare al Na'vi tramite i sogni, mentre camminano in solitaria o hanno intessuto uno tsaheylu; come molte altre cose, anche il canto è un dono di Eywa e il compositore non ne reclama la proprietà poiché appartiene a tutti. Ciò spiega dal punto di vista dei Na'vi la grande varietà e diversità dei loro canti, anche dello stesso genere, ed è la ragione per cui un'analisi musicale come quelle diffuse sulla Terra non ha per loro senso.
La musica Na'vi è perlopiù un accompagnamento ai canti ed eseguita con gli hufwe (alla lettera "vento") o con i tamburi: i primi sono strumenti musicali che hanno bisogno di un refolo d'aria per suonare, come uno stelo d'erba tenuto fra i denti su cui si soffia oppure le foglie della pamtseowll ("pianta della musica"), nota agli umani con il nome di "orecchie di gatto" per la forma delle sue foglie, mentre i secondi sono ricavati dai tronchi degli alberi caduti, scavati dalle larve e ricoperte alle estremità da pelli di Hexapede.

#### Generi musicali Na'vi
I Na'vi suddividono le loro canzoni a seconda delle occasioni in cui sono cantate (personale, sociale o rituale) e da colui che le canta (uomo, donna, bambino o tutti).
Fra le prime musiche che un Na'vi ascolta e impara ci sono le canzoni per bambini, versioni semplificate dei canti comunitari che parlano delle numerose capacità e nozioni indispensabili ai Na'vi, come accendere il fuoco, cavalcare un pa'li e cacciare. Uno dei ritmi più importanti che i bambini devono imparare e distinguere sono i segnali di pericoli suonati con il tamburo da guerra. Molte canzoni parlano delle creature del regno vegetale e animale (ad eccezione del Thanator), di quali sono amiche e quali nemiche, cosa mangiare e cosa no, come comportarsi con loro e soprattutto il rispetto per ogni essere vivente, visto come un fratello e non come un essere inferiore. Altre canzoni parlano della storia e della mitologia dei Na'vi, di Eywa e delle tradizioni del clan. Curiosamente i Na'vi non insegnano ai figli le loro abilità musicali, lasciando che i bambini le sviluppino per loro conto con la pratica e l'imitazione degli adulti: in questo modo i bambini, crescendo, svilupperanno uno stile musicale simile a quello dei genitori ma unico e proprio.
Uno fra i generi più importanti per i Na'vi è senz'altro quello delle nì'awtu way (lett.: "canto solitario"), le canzoni personali . Nate dall'esigenza dei Na'vi di esprimere le loro emozioni più nascoste tramite il canto, prendono solitamente la forma di vivaci gorgheggi o di una melodia lenta e triste, con pochissime variazioni di tono. Come suggerisce il nome na'vi, queste canzoni sono cantate da soli, quando i Na'vi vagano per la foresta, ed è considerato maleducato origliare la musica personale di un altro Na'vi senza essere stati invitati ad ascoltare; i tipici "destinatari" di tali canti sono Eywa, l'Alberocasa o il proprio compagno. Le canzoni personali possono parlare della bellezza del mondo circostante, di sé o semplicemente di niente, e non tutte hanno vere e proprie parole o, più precisamente, non tutti i Na'vi esprimono i loro sentimenti cantando parole; alcuni membri del Popolo cantano dei suoni apparentemente causali, sillabe messe in successione che non hanno un significato intrinseco ma sono facili da cantare. I più anziani fra i Na'vi (e gli xenolinguisti) ritengono che molti di questi "vocaboli" derivino direttamente da parole del Na'vi antico o persino da un linguaggio antecedente ai Na'vi: ad esempio i vocaboli te-la-ni o tra-la, cantati frequentemente, ricordano le parole txe'lan e utralä, rispettivamente "cuore" e "albero" in na'vi.
Parimenti importanti per i Na'vi sono i Na'vi tirol (lett.: "canti del Popolo"), le canzoni sociali. Queste sono a loro volta suddivise dai Na'vi in due sottogruppi, analoghi uno alle musiche da danza e l'altro ai canti da banchetto sulla Terra. Le musiche da danza sono vivaci e molto ritmate, scandite dal ritmo dei tamburi e cantate all'unisono sia da chi danza sia da chi rimane a guardare. Poiché queste musiche sono pensate per essere cantate danzando, per i Na'vi non è tanto importante ripetere accuratamente le parole quanto piuttosto mantenere il ritmo, al punto che nelle danze più vivaci il canto spesso è ridotto ad un semplice gridare o salmodiare.
Fra le canzoni cantate durante le occasioni sociali ci sono i taron tìrol, i canti di caccia mormorati sia dal cacciatore che ha successo sia durante i riti di passaggio e le cerimonie. Questi canti, che risalgono alla nascita della lingua Na'vi, elogiano le qualità dell'animale ucciso e il valore del cacciatore, ringraziano la preda per il suo sacrificio e annunciano il suo ricongiungimento a Eywa e al Popolo. Nelle occasioni sociali sono recitati come un mantra, cantati all'unisono o a squarciagola, e in alcuni rituali sono accompagnati dalla "danza delle mani", una narrazione poetica e simbolica eseguita con i movimenti delle mani e delle dita e accompagnata da giochi di luce delle macchie bioluminescenti del danzatore. Fra questi ci sono i canti dell'Uniltarion, in cui il Na'vi sotto effetto del veleno allucinogeno canta una qualunque canzone ricordi o improvvisi sul momento, incluse semplici imitazioni dello stile canoro Na'vi, tranne quelle personali e quelle rituali di lutto.
Infine ci sono i Kerutial tìrol, i canti dell'Alberocasa, che parlano delle attività legate alla casa e al focolare come tessere, cucinare e giocare con i figli: si estendono su vaste gamme vocaliche, spesso di tre ottave, e prevedono strofe sovrapposte e a cascata, con diversi cantanti che ripetono la stessa melodia di base in tempi e ritmi diversi, cantati molto spesso di giorno durante le altre attività.

## Rapporti con gli umani
I rapporti fra Na'vi e umani sono stati quasi sempre tesi, principalmente a causa di questi ultimi: l'RDA creò il suo programma di relazioni diplomatiche con i Na'vi, di fatto coincidente con il Programma Avatar, solo a causa delle critiche sulla Terra da parte dell'opinione pubblica, e anche in seguito il comportamento dei suoi dipendenti non fu esemplare, minando ogni sforzo da parte della dottoressa Grace Augustine. Le relazioni diplomatiche fra il clan degli Omaticaya e l'RDA ebbero un brusco declino quando Sylwanin, la figlia dell'Olo'eyktan Eytucan, fu uccisa da un soldato sulla soglia della scuola della dottoressa Augustine e davanti agli occhi della sorella Neytiri.
A causa di simili episodi si formò col tempo una frangia di Na'vi ostile ad ogni cosa avesse relazioni con gli umani, come Tsu'Tey del clan degli Omaticaya o Rai'uk del clan degli Anurai. I rapporti con gli Omaticaya in particolare si ridistesero solo dopo che Jake Sully fu messo alla prova e addestrato come Na'vi per ordine di Eytucan, ma crollarono definitivamente in seguito alla distruzione dell'Albero delle Voci e dell'Alberocasa. I Na'vi combatterono contro gli umani per salvare l'Albero delle Anime e l'intera Pandora, e proprio Jake Sully (passato definitivamente ai Na'vi) radunò ben 14 clan in una notte, riuscendo poi grazie all'aiuto proprio di Neytiri a guidare alla vittoria il Popolo. Successivamente alla conquista della base RDA ad opera dei Na'vi, gli unici umani a cui fu permesso di restare su Pandora furono coloro con cui il Popolo aveva avuto i rapporti migliori: prevalentemente scienziati e appartenenti al Programma Avatar, oltre che, ovviamente, Jake, avente lasciato il suo corpo umano (scegliendo quello del suo avatar e divenendo per sempre un Na'vi) e accolto negli Omaticaya, diventando poi capoclan.
Nel sequel Avatar 2, il rapporto tra Na'vi e umani si inasprisce ancora di più, coinvolgendo anche il clan dei Metkayina, i quali alla fine risultano vittoriosi.

## Armi e strumenti da guerra
Esiste una sostanziale differenza nel modo in cui gli umani e i Na'vi utilizzano le armi: i primi le considerano semplicemente mezzi di distruzione, mentre i secondi hanno dato loro un ruolo che va molto oltre la guerra. Ciò è dovuto sia al fatto che la caccia è un importante mezzo di sostentamento per i Na'vi sia alla loro convinzione che i rituali aiutino a rafforzare i legami fra i membri del clan. Per un Na'vi l'arco, la sua arma principale, non è solo il principale strumento per cacciare ma anche un simbolo del suo status, costruito e decorato da lui stesso a partire dal legno dell'Alberocasa per gli appartenenti a clan arboricoli, e un suo segno distintivo. Alcuni archi nel clan hanno un uso prettamente cerimoniale oppure sono legati a cariche particolari come l'arco del'olo'eyktan degli Omaticaya, intagliato in onore del pa'li, che Eytucan morente affida a Neytiri assieme con il compito di portare in salvo il clan dalla distruzione di Alberocasa.  Altri archi ancora sono progettati per essere usati a dorso di ikran: hanno l'impugnatura bassa e la base corta per poter spostare agilmente l'arco da un lato all'altro dell'ikran quando si è in volo, la loro corda è fatta di fili intrecciati di budello di ikran che per la loro sottilezza permettono di capire la direzione del vento e sono decorati con i motivi e i colori del'ikran.
Poiché la loro abilità di cacciatori e dunque la sopravvivenza del clan dipende dalla loro abilità nell'arco, i Na'vi allenano i loro figli al suo uso fin da bambini: in tal modo i Na'vi ottengono una precisione e un'accuratezza che permette loro di andare a segno con quasi ogni freccia, cosa ancora più importante dal momento che i Na'vi solitamente non usano faretre e portano con sé tante frecce quante ne possono portare in mano; unitamente al veleno con cui intingono le punte, una neurotossina che ferma il cuore di un umano in un minuto, ciò rende i Na'vi dei cacciatori letali per la maggior parte delle specie di Pandora. L'efficacia delle frecce Na'vi è tuttavia molto ridotta nei confronti degli schermi protettivi dei mezzi RDA, che possono essere perforati solo da un tiro che colpisca con forza sufficiente da una traiettoria perpendicolare: ossia, vista la disposizione degli abitacoli, da un cacciatore in posizione sopraelevata e abbastanza vicino. Ciò si può vedere abbastanza bene nella diversa efficacia delle frecce Na'vi sui mezzi aerei durante la distruzione dell'Alberocasa e durante la battaglia aerea per l'Albero delle Anime: nel primo caso i Na'vi, che tiravano dal basso, non sono riusciti a fare più che qualche graffio agli schermi, nel secondo caso parecchi ikran makto sono riusciti ad abbattere i mezzi aerei dell'RDA perforando lo schermo e uccidendo i piloti. Tale tattica è tuttavia utile soltanto contro mezzi ad abitacolo piatto come i Samson e gli Scorpion, ma risulta praticamente inefficace contro gli schermi tondi del Dragon.
L'arco e le frecce non sono le uniche armi usate durante la caccia: quando vogliono catturare la loro preda senza ucciderla o devono difendersi da un predatore i Na'vi usano le bolas, che ricavano da semi molto resistenti e pesanti lavorati in forma leggermente concava e con degli uncini che si agganciano alla corda dopo il colpo. I Na'vi portano le loro bolas in borse di fibra vegetale che tengono sempre con sé, tale è la loro utilità quotidiana, e si allenano al loro uso fin da giovani come con l'arco e le frecce: un bravo Na'vi può lanciare le bolas, pesanti circa un chilo, fino a dieci metri di distanza e atterrare un talioang (un animale fluviale simile a un bufalo ma lungo 6m e dal peso intorno alla tonnellata) in corsa con esse.
Ogni Na'vi porta con sé anche un coltello, usato per finire le prede agonizzanti durante una caccia, per intagliare e creare altri manufatti o durante le dispute fra Na'vi risolte con un duello.
Al tempo in cui le guerre fra clan erano una realtà presente, i Na'vi solitamente portavano in battaglia anche degli scudi (m'resh'tuyu in Na'vi), fatti da una struttura di legno tenuta insieme con un intreccio di materiali, che riparano efficacemente dalle armi Na'vi. Ormai le guerre fra clan sono quasi un ricordo del passato e la funzione principale dello scudo è quella cerimoniale, presente fin dal principio. Le tecniche con cui i Na'vi costruiscono lo scudo e decorano la copertura intrecciando i rami e gli altri materiali in una trama ben definita si tramandano da generazione in generazione, mantenendo viva una tradizione iconografica e un linguaggio visivo vecchio di secoli: molte trame mostrano una rappresentazione di Eywa o della sua protezione, altri le gesta di antenati famosi, altri ancora gli animali cui il clan è legato o fa particolare affidamento come lo Yerik, molto comune. Più di recente sono apparse nuove decorazioni raffiguranti kunsip e AMP suit
Infine c'è il tamburo da guerra, solitamente custodito nel cuore dell'Alberocasa: esso è un grande strumento in legno e pelle di Hexapede dal diametro di 4 m e alto 3 m, pesante circa 75 kg a causa dell'acqua che lo riempie. Quando il tamburo viene percosso con il suo bastone di legno l'acqua, che vibrando batte contro la pelle di Hexapede tesa, modifica il suono e amplifica di molto il volume. Grazie a questo sistema i segnali del tamburo possono giungere fino a 10 km di distanza, permettendo dunque di avvisare ogni Na'vi nei dintorni di eventuali pericoli oppure avvisarli che un loro fratello o sorella è in pericolo e chiede aiuto. I segnali che possono essere spediti variando il ritmo del tamburo sono numerosi e precisi, arrivando a specificare natura e direzione del pericolo, e tutti i Na'vi impararano fin da piccoli i diversi ritmi per non essere mai impreparati. Recentemente è apparso un nuovo segnale di pericolo collegato alle incursioni degli umani il cui ritmo pare basato sulla frase Na'vi skx'awng, grossolanamente traducibile con "deficiente", oppure "colui che non vede".

## I clan
Sebbene esistano centinaia di clan di Na'vi sparsi per tutta Pandora e che vivono in ecosistemi anche molto diversi fra loro, i film contengono scarse informazioni sugli altri clan Na'vi, concentrandosi invece sugli Omaticaya e i Metkayna. Il numero di Na'vi e clan Na'vi è rimasto sostanzialmente invariato per migliaia di anni, cosa che ha contribuito a limitare le guerre fra clan fino a renderle quasi un ricordo.
I clan attualmente conosciuti sono:
- Il clan degli Omaticaya, il clan in cui si inserisce Jake Sully e clan principale del primo film;
- Il clan degli Anurai, quasi totalmente sterminato dall'RDA, visti nel film;
- Il clan di Hadamaya, visti nel film;
- Il clan di Li'ona;
- Il clan dei Rongloa;
- Il clan dei Tawkami (approssimativamente "coloro che vedono il cielo");
- Il clan dei Tipani, visto nel gioco;
- Il clan dei Tskaha;
- Il clan dei U'imi huyuticaya;
- I clan dei Cavalieri delle Pianure, solo accennati nel film;
- Le popolazioni degli Ikran del Mare Orientale, solo accennate nel film;
- Il clan dei Metkayina, a cui Jake, Neytiri e la loro famiglia si uniscono nel sequel Avatar 2.

Si sa inoltre che nel primo film, Jake Sully, come Toruk Makto, riesce a radunare quattordici clan oltre agli Omaticaya prima che Quaritch si muova per distruggere l'Albero delle Anime, ossia tutti quelli raggiungibili in un giorno di volo a dorso di ikran partendo dall'Albero delle Anime.

## Avatar

### Caratteristiche fisiche e link
Avatar è il nome con cui gli umani chiamano dei corpi creati a partire da DNA umano e Na'vi, e controllabili in remoto dall'umano il cui DNA è stato usato per la creazione dell'avatar. Un avatar ha moltissimo in comune ai Na'vi quanto a dimensioni, aspetto fisico, proporzioni e forza, ma presenta anche alcune differenze: gli avatar hanno le sopracciglia, hanno 5 dita per mano e per piede (i na'vi ne hanno 4), sono più muscolosi, hanno occhi in proporzione più piccoli, il naso presenta una cresta centrale simile a quella nei nasi umani, il loro sistema nervoso è una via di mezzo tra quello umano e quello na'vi e la coda neurale inizia alla base del cranio mentre nei na'vi inizia nella parte superiore del cranio. Fino agli eventi narrati nel film l'RDA ha prodotto solo una ventina di avatar a causa del loro elevato costo medio: cinque miliardi di dollari ad avatar.

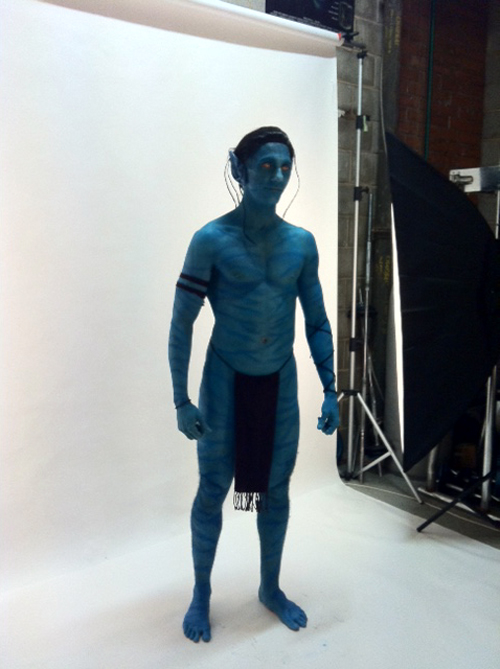
Aspetto tipico di un Na'vi

La procedura con cui un umano può connettersi al suo avatar per guidarlo si chiama "link" ed è possibile poiché i tracciati neurali dell'avatar sono stati appositamente progettati per garantire un altissimo grado di compatibilità con i tracciati neurali del corpo umano, ragione per cui non è possibile che due umani usino lo stesso avatar o un umano usi due avatar differenti. Durante il link, che ha una portata massima di decine di chilometri, il corpo umano è deposto in un'apposita unità di controllo dalla forma simile a un sarcofago che monitora continuamente le condizioni psicofisiche dell'umano e permette l'interruzione d'emergenza del link in caso di assoluto bisogno, anche se tale procedura è sconsigliata. La procedura consigliata per scollegarsi dal proprio avatar è, semplicemente, addormentarsi: in questo modo Jake ha potuto avere una doppia vita fra i Na'vi e gli umani, di giorno con il suo avatar fra gli Omaticaya e di notte con la dottoressa Grace Augustine e l'unità del Progetto Avatar. Ciò è stato possibile poiché ciascun corpo si riposava quando la coscienza di Jake era nell'altro.
A livello mentale il link consiste in un vero e proprio trasferimento della coscienza dal corpo umano all'avatar, cosa che lascia il corpo umano incosciente per la durata del link: ciò è la ragione per cui i Na'vi credono che gli avatar siano demoni senza vita e li chiamano unil-tìran-tokx, ossia "corpi che camminano nei sogni". I Na'vi hanno i mezzi per rendere tale trasferimento della coscienza permanente, ossia fare in modo che l'umano viva solo nel suo avatar senza più bisogno del suo primo corpo. Più precisamente, nel rituale sperimentato prima per la dottoressa Grace Augustine (ferita a morte da Quaritch) e poi ripetuto con successo con Jake, l'Albero delle Anime effettua lo tsaheylu con il corpo umano e con l'avatar contemporaneamente, fungendo da connessione fisica fra i due corpi e permettendo alla coscienza umana, se abbastanza forte, di trasferirsi in modo permanente nel proprio avatar. Esistono due difficoltà nel processo: la prima è che la coscienza dell'umano deve passare attraverso l'insieme delle coscienze infuse nell'Albero delle Anime (l'occhio di Eywa, così chiamato da Mo'at) prima di giungere nel suo avatar, cosa che richiede sia forza di volontà sia un certo quantitativo di tempo, per tali ragioni la dottoressa Grace Augustine, indebolita dalle ferite, non è riuscita a completare il passaggio e la sua coscienza si è fusa a quelle di Vitraya Ramunong; il secondo e non meno importante requisito è che tale processo non è controllato dai Na'vi, bensì è un dono di Eywa che essa può concedere o meno a suo piacimento e le danze della tsahik e gli tsaheylu intessuti dalla tribù con l'Albero delle Anime servono solamente per chiedere tale dono, né sono garanzia di successo.

### Storia delProgramma Avatar
Il Progetto Avatar nasce qualche tempo dopo la scoperta di Pandora e i primi contatti dell'RDA con i Na'vi. All'epoca la compagnia interplanetaria affrontava le prime pesanti difficoltà nella gestione di una base operativa su un mondo così distante, diverso e soprattutto ostile rispetto alla Terra, inoltre doveva affrontare le critiche sulla Terra da parte dell'opinione pubblica, condivise da alcuni scienziati e dalle Nazioni Unite.
Fu in tale contesto che s'inserì una ricerca RDA secondo la quale esisteva una possibilità di creare una comunicazione mentale a distanza fra la razza umana e quella Na'vi: la compagnia, interessata, affidò le ricerche al dottor Cordell Lovecraft. Le prime fasi della sperimentazione, attuate su esemplari Na'vi, permisero al dottor Lovecraft di avere un'idea precisa dell'anatomia cerebrale dei Na'vi e di comprendere appieno le numerose differenze fra il cervello indigeno e quello umano, in particolare nella struttura interna, che avrebbero costituito un pesante ostacolo nella costruzione di un'interfaccia fra i due sistemi neurali. Nonostante tali difficoltà, il dottor Lovecraft riuscì a dimostrare che era possibile stabilire un legame mentale e sensoriale completo fra gemelli di razza umana, con ibridi umani-animali che condividessero il medesimo DNA e fra ibridi umani-Na'vi (gli "avatar") con il medesimo genoma; tuttavia, le difficoltà nel creare un'interfaccia fra i relativi sistemi neurali era incredibile e richiedeva mesi di esperimenti ed elaborazioni al computer, con rischi di traumi irreparabili per i volontari.
A causa delle caratteristiche fisiche degli avatar, forza e adattamento perfetto all'ecosistema di Pandora, l'RDA pensò inizialmente di usare gli avatar come minatori, tuttavia il costo di un singolo avatar e il numero ottimale di avatar necessario per rendere remunerativo tale mezzo di estrazione spinsero la compagnia ad impiegarli nel programma di relazioni diplomatiche con i Na'vi. I maggiori responsabili del Progetto Avatar su Pandora sono la dottoressa Grace Augustine e il dottor Max Patel, sotto la cui direzione si sono svolti gli eventi del film.